# Сатноени (Калараш)
Сатноени (рум. Satnoeni) насеље је у Румунији у округу Калараш у општини Дикисени. Oпштина се налази на надморској висини од 20 m.

## Становништво
Према подацима из 2002. године у насељу је живело 507 становника, од којих су сви румунске националности.